# Verenigde Socialistische Partij van Mexico
De Verenigde Socialistische Partij van Mexico (Spaans: Partido Socialista Unificado de México, PSUM) was een communistische politieke partij in Mexico.
De partij werd gesticht in 1981 als samenvoeging van de Mexicaanse Communistische Partij (PCM) met de Beweging van Volksactie (MAP), de Partij van het Mexicaanse Volk (PPM) en de Beweging van Socialistische Actie en Eenheid (MAUS). De partij zag zichzelf als eurocommunistisch, en onderhield geen nauwe banden met de Sovjet-Unie. In 1987 ging de partij met de Mexicaanse Arbeiderspartij (PMT) samen tot de Mexicaanse Socialistische Partij (PMS).

## Presidentskandidaten
- 1982: Arnoldo Martínez Verdugo

PAN · PRI · PVEM · PT · MC · Morena